# Circus (género)
Circus es un género de aves accipitriformes de la familia Accipitridae que incluye varias especies de aguiluchos ligados a los humedales del Nuevo y el Viejo Mundo.

## Especies
Se conocen 18 especies de Circus:
| Especie             | Nombre común                      |
| ------------------- | --------------------------------- |
| Circus aeruginosus  | aguilucho lagunero occidental     |
| Circus ranivorus    | aguilucho lagunero etíope         |
| Circus spilonotus   | aguilucho lagunero oriental       |
| Circus approximans  | aguilucho lagunero del Pacífico   |
| Circus spilothorax  | aguilucho lagunero papú           |
| Circus maillardi    | aguilucho lagunero de Reunión     |
| Circus buffoni      | aguilucho de Azara                |
| Circus assimilis    | aguilucho moteado                 |
| Circus maurus       | aguilucho negro                   |
| Circus cinereus     | aguilucho vari                    |
| Circus hudsonius    | aguilucho de Hudson               |
| Circus cyaneus      | aguilucho pálido                  |
| Circus macrourus    | aguilucho papialbo                |
| Circus melanoleucos | aguilucho pío                     |
| Circus pygargus     | aguilucho cenizo                  |
| Circus macrosceles  | aguilucho lagunero malgache       |
| Circus eylesi †     |                                   |
| Circus dossenus †   | aguilucho mimo o aguilucho torcaz |